# أنتوني كابس
أنتوني كابس (بالإنجليزية: Anthony Kappes)‏ هو دراج بريطاني، ولد في 1 مارس 1973 في ستوكبورت في المملكة المتحدة.

## سباقات أو مراحل فاز بها
| التاريخ       | السباق                                                | المركز                  |
| ------------- | ----------------------------------------------------- | ----------------------- |
| 01 يناير 2008 | cycling at the 2008 Summer Paralympics – men's sprint | ميدالية ذهبية بارالمبية |
| 01 يناير 2012 | cycling at the 2012 Summer Paralympics – men's sprint | ميدالية ذهبية بارالمبية |